# Mathis Le Berre
Mathis Le Berre (né le 16 avril 2001 à Saint-Brieuc) est un coureur cycliste français.

## Biographie
D'abord pratiquant de judo, Mathis Le Berre commence le cyclisme à l'âge de six ans. Il fait ses débuts en compétition au club Plaintel Vélo Star. Titulaire de diplômes professionnels, il exerce le métier de paysagiste jusqu'en février 2021, année où il décide de se consacrer pleinement à sa carrière cycliste. 
En 2017, il se distingue en obtenant quinze victoires lors de sa seconde années cadets (moins de 17 ans) . Il confirme ensuite ses qualités dans les rangs juniors (moins de 19 ans) en remportant une dizaine de courses, dont le Grand Prix de Plouay juniors en 2018. Il se classe par ailleurs quatrième du championnat de France sur route juniors en 2019. 
En 2021, il décide de rejoindre l'équipe Côtes d'Armor Cyclisme Marie Morin, qui évolue en division nationale 1. À vingt ans, il s'illustre en étant l'un des meilleurs amateurs bretons avec trois victoires et de nombreuses places d'honneur. Fin juillet, il passe tout proche du titre national en terminant deuxième des championnats de France espoirs. Il est également stagiaire au sein de l'équipe Arkéa-Samsic,.
En mars 2022, il gagne en solitaire la première étape du Tour de Normandie et prend le maillot de leader. Il conserve son avance jusqu'à la fin de la course et remporte le classement général et celui du meilleur jeune.

### Carrière professionnelle
L'équipe cycliste Arkéa-Samsic annonce le 27 septembre 2022 qu'Ewen Costiou et Mathis Le Berre passeront professionnels en 2023 sous leurs couleurs. Les deux jeunes coureurs bretons lancent leurs carrières professionnelles en Australie, sur le Tour Down Under puis la Cadel Evans Great Ocean Road Race. Mathis y est échappé sur la cinquième étape du TDU, son groupe de 13 fuyards étant repris à un peu moins de 30 kilomètres de l'arrivée.
De retour en Europe, il se distingue lors du week-end d'ouverture des classiques belges, s'offrant plus de 180 kilomètres d'échappée sur le Circuit Het Nieuwsblad. Membre de l'échappée matinale, il est le dernier coureur à pouvoir tenir la roue de Dylan van Baarle avant de se faire distancer dans la dernière montée du Grammont. Il se classe finalement 23e de l'épreuve.

## Palmarès
- 2018
  - Grand Prix de Plouay juniors
- 2019
  - 2e étape de la Penn Ar Bed-Pays d’Iroise (contre-la-montre)
  - 2e de la Flandres Charentaises Classic Juniors
  - 3e du Prix de la Saint-Laurent Juniors
  - 3e de la Penn Ar Bed-Pays d’Iroise
- 2021
  - 3e épreuve de la Ronde Finistérienne
  - 3e étape du Saint-Brieuc Agglo Tour
  - Grand Prix U
  - 2e du Grand Prix de Couëron
  - 2e de La SportBreizh
  - 2e du championnat de France sur route espoirs
  - 2e du Prix de la Saint-Laurent
  - 2e du Circuit des Deux Provinces
  - 2e des Trois Jours de Cherbourg
  - 2e de Plaintel-Plaintel
  - 3e du Grand Prix de Parigné-l'Evêque
  - 3e du Grand Prix Gilbert-Bousquet
  - 3e du championnat de Bretagne sur route
  - 3e de Manche-Océan
- 2022
  - Champion de Bretagne du contre-la-montre espoirs
  - Souvenir Louison-Bobet
  - Tour de Normandie : 
    - Classement général
    - 1re étape

  - 4e étape de la Boucle de l'Artois
  - Ronde Briochine
  - 1re étape de L'Armoricaine Cycliste
  - Grand Prix de Plénée-Jugon
  - Ronde Mayennaise
  - 2e du Grand Prix de Noyal
  - 2e du championnat de Bretagne du contre-la-montre
  - 2e de Paris-Tours espoirs
  - 3e de la Flèche Bigoudène
  - 3e du Tour de Bretagne

## Résultats sur les grands tours

### Tour de France
1 participation
- 2025 : 61e

### Tour d'Espagne
2 participations
- 2023 : 134e
- 2024 : 76e

## Classements mondiaux
| Année                                 | 2021  | 2022 | 2023  |
| ------------------------------------- | ----- | ---- | ----- |
| Classement mondial                    | 1190e | 552e | 1596e |
| UCI Europe Tour                       | 878e  | 429e | nc    |
|                                       |       |      |       |
| Légende : nc = non classéSource : UCI |       |      |       |